# Amenhotep (hijo de Hapu)

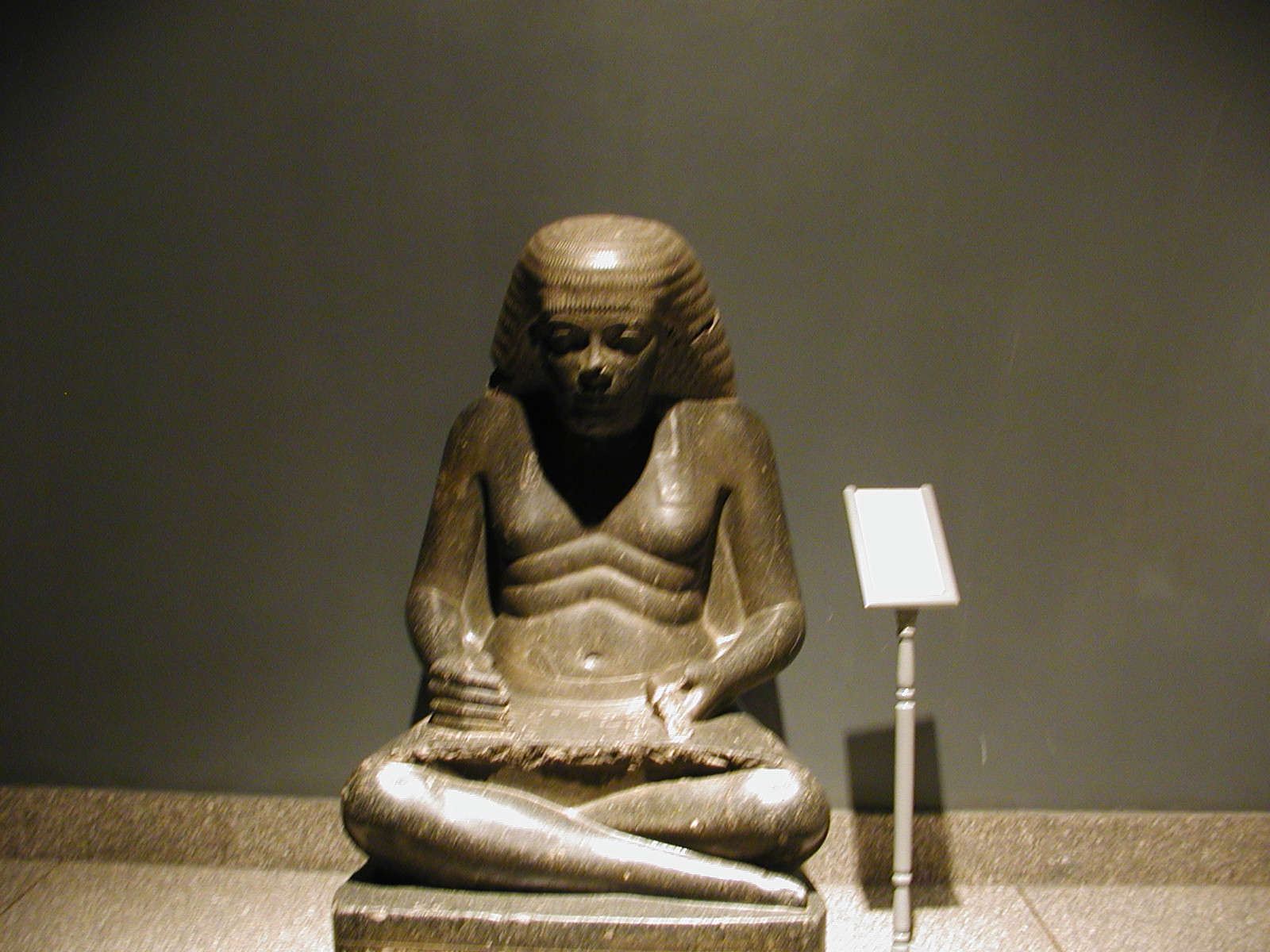
Amenhotep, hijo de Hapu. Museo de Luxor.

Amenhotep fue un escriba de alto rango que se convirtió en una de las personalidades más poderosas e influyentes del Antiguo Egipto en el siglo XIV a. C. como chaty de Amenhotep III.

## Nacimiento
Al parecer, Amenhotep nació en la ciudad de Atribis, en el Bajo Egipto, de una familia quizás perteneciente a la nobleza local. Su padre, Hapu, era escriba Real y Sacerdote de Horus, y su madre, Ity, Señora de la casa. Se desconoce la fecha exacta de su nacimiento, pero debió de producirse a finales del reinado de Thutmose III o a comienzos del de Amenhotep II.
No obstante, sería muchos años después, frisando la cincuentena, cuando sería muy conocido, ya en la época de Amenhotep IV. Se desconoce cómo llegó de ser un simple escriba al más alto escalafón, trabajando primero en Menfis y después en Tebas, a la sombra del faraón, pero lo más posible es que fuera por méritos propios, dado el increíble potencial de aquel hombre.

## Títulos
Amenhotep fue acumulando cada vez más títulos, a lo largo del prolongado y feliz reinado de Amenhotep III, hasta convertirse en el hombre de Estado por excelencia:
- Títulos de carácter militar, tales como: Jefe del Ejército de Menfis, Jefe de Reclutamiento, Gobernador y Escriba de los Soldados...

- Títulos de carácter religioso: Sacerdote Sem, Primer Profeta de Atribis, Gran Celebrante de Amón, Intendente de los rebaños de Amón...

- Títulos de carácter civil: Escriba Real, Responsable del Censo, Jefe de Obras Públicas y sobre todo el de Jefe de todos los trabajos del Rey, que le convertía en arquitecto real, título del que siempre pareció estar muy orgulloso.

- Títulos de carácter cortesano: Amigo del Rey, Portador del Sello real, Administrador de los bienes de Sitamón, hija y posterior esposa de Amenhotep III.

## Obras más importantes
Una de las obras por las que Amenhotep ha pasado a la historia ha sido por la edificación del templo funerario de Amenhotep III en la necrópolis tebana. Fue la mayor construcción de aquel lugar, pero desgraciadamente ya no queda de él más que los Colosos de Memnón, y en pésimo estado de conservación. Por aquella bella edificación fue recompensando con un honor insólito y nunca repetido en toda la historia egipcia: la construcción de un templo funerario dedicado al propio Amenhotep, hijo de Hapu. Este templo, aunque mucho más pequeño que el de la mayoría de los faraones, sería un regalo digno de reyes que le aseguraría la inmortalidad por miles de años.
Otras grandes edificaciones dirigidas por este eficaz ministro fueron los templos de Luxor y Soleb, así como nuevos pilonos en Karnak y los templos de Mut y de Jonsu en aquel lugar. También fue el responsable del Palacio de Malkata, regalo de Amenhotep III a su Gran Esposa Real, la reina Tiy.

## Perfil humano
Existen numerosas estatuas suyas, muchas de ellas en excelente estado. En la inmensa mayoría aparece como un modesto escriba en las que habla de su lealtad al dios Amón, de su biografía, o de su 80.º cumpleaños, un auténtico logro para la época. En ellas Amenhotep se nos presenta como un anciano sereno, satisfecho de su papel en la vida y que no se preocupa en ocultar sus orígenes sencillos, sino todo lo contrario, pues aparece casi siempre documentado con el epíteto de hijo de Hapu.
Sería quizás el papel más difícil de representar en la vida de este sabio es el de mediador en el conflicto que comenzaba a surgir entre los sacerdotes de Amón y la familia real. Los reyes anteriores habían tratado de restar importancia a la casta sacerdotal, demasiado poderosa por entonces, pero en el reinado de Amenhotep III habían recobrado gran influencia, nunca vistas desde tiempos de Hatshepsut. A modo de respuesta, la casa real había tratado de equilibrar la balanza de las religiones acercándose más a los cultos solares de Heliópolis, dejando de lado a Amón.
Amenhotep, hijo de Hapu, era un fiel devoto de Amón, cosa que nunca ocultó. Por ello, sugirió la asimilación del dios tebano a los mitos solares, formándose la deidad Amón-Ra, aunque esto tampoco zanjó la cuestión, sino que hizo más peligrosos a los sacerdotes. Se ha hablado de una posible rivalidad entre este anciano y otra facción cortesana, quizás dirigida por la reina Tiy, que pretendía elevar al mismo rango que Amón al disco solar, Atón. Nada de esto está comprobado, y tampoco se sabe la posición exacta de Tiy en esta historia.

## Los últimos años

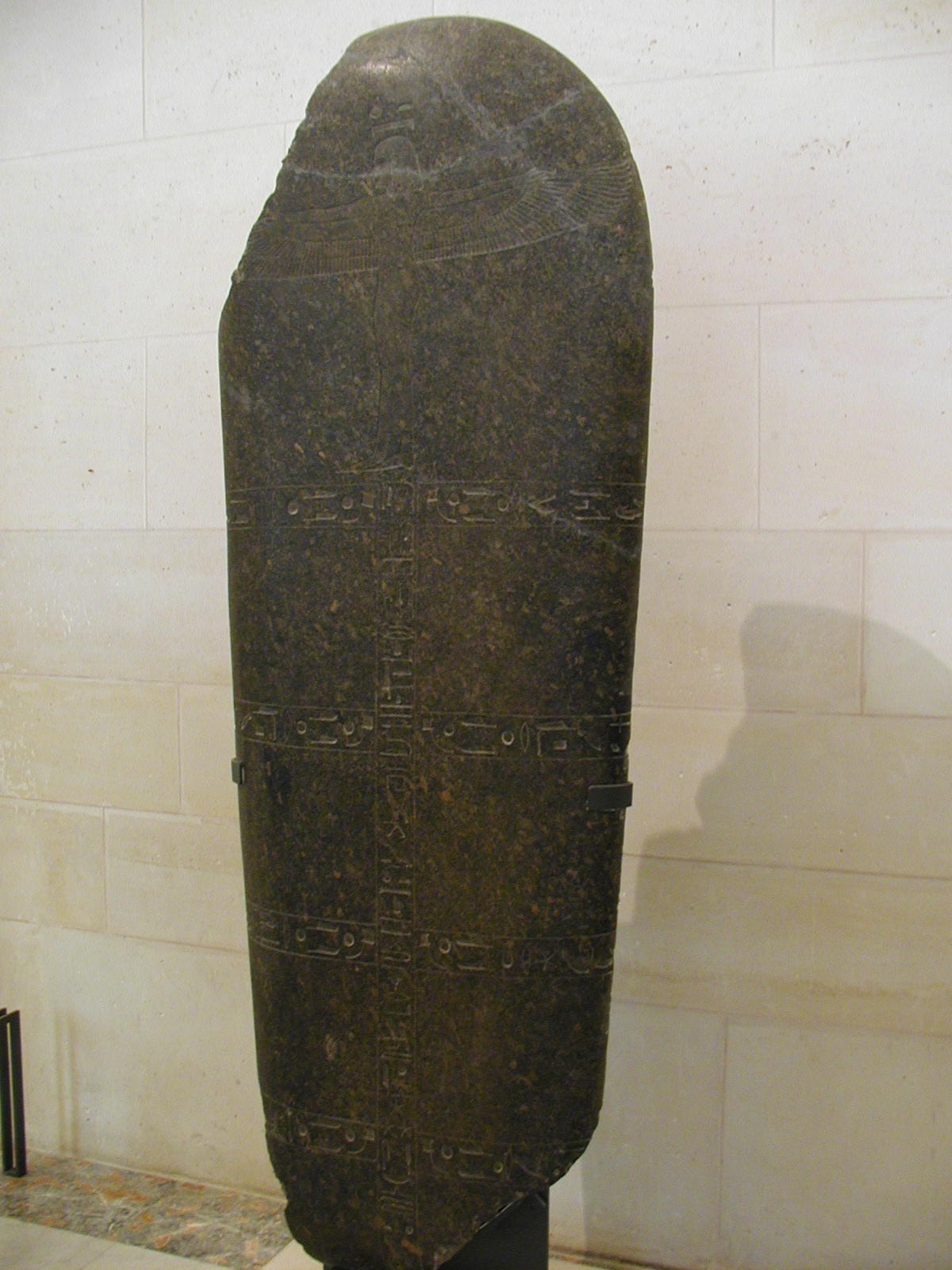
Tapa del sarcófago de Amenhotep, hijo de Hapu. Museo del Louvre.

Amenhotep murió en el año 31.º de Amenhotep III, cuando contaba con unos 81 años, quizás alguno más. Su última misión importante fue encargarse del primer jubileo del faraón, en el que se casaría con su hija mayor, la princesa Sitamón (también una posible devota de Amón). Por aquel tiempo los partidarios de Atón comenzaban a ser más numerosos, y ya se anunciaba la tremenda crisis que viviría el panteón egipcio en los años siguientes con Akenatón, el hijo de Amenhotep III y Tiy.
Sería lógico pensar que Amenhotep, hijo de Hapu, murió a consecuencias de la edad, pero un mito de épocas posteriores, recogido por autores latinos, así como las turbulencias que comenzaban a surgir en la próspera y poderosa alta sociedad egipcia, parecen indicar que fue asesinado o incluso obligado a suicidarse. De ser así, ¿quién pudo ser el responsable? Los más serios candidatos serían el futuro Akenatón, su madre Tiy o cualquiera de sus seguidores.
Sea como fuere, el sabio fue llorado durante mucho tiempo después de ser enterrado en su tumba, próxima al templo funerario dedicado a su memoria, y su fallecimiento marcó un antes y un después en el Imperio Nuevo egipcio. La brillantez y el esplendor de los reinados de Thutmose I a Amenhotep III acababan en ese punto, y se abría la llamada crisis de Amarna, que daría al traste con esta dinastía.

## Deificación
La figura de Amenhotep, hijo de Hapu, quedó en el imaginario popular durante muchísimo tiempo después de su muerte y la de todos sus contemporáneos. Tanto fue así que comenzaría a ser venerado como una deidad secundaria durante el periodo Ptolemaico, mil años después de que abandonase el mundo.
Asociado a otro gran sabio que también fue deificado, Imhotep, Amenhotep era considerado un mago bondadoso que intercedía ante Amón y el resto de divinidades y que además poseía poderes curativos y protectores. Llegó incluso a tener algunas capillas dedicadas en Tebas, la ciudad donde fueron erigidos casi todos los monumentos que le consagraron tanto a él como al rey al que sirvió.